# Rohaciînka, Ceaplînka
Rohaciînka (în ucraineană Рогачинка) este un sat în comuna Șevcenka din raionul Ceaplînka, regiunea Herson, Ucraina.

## Demografie
Componența lingvistică a localității Rohaciînka
     Rusă (54,55%)
     Ucraineană (45,45%)
Conform recensământului din 2001, majoritatea populației localității Rohaciînka era vorbitoare de rusă (54,55%), existând în minoritate și vorbitori de ucraineană (45,45%).